# 秋山好古
秋山 好古（あきやま よしふる、1859年2月9日〈安政6年1月7日〉 - 1930年〈昭和5年〉11月4日）は、日本の陸軍軍人･教育者。最終階級及び位階勲等功級は陸軍大将従二位勲一等功二級。通称は信三郎。予備役編入後は郷里の愛媛県松山市で私立北予中学校（現在の愛媛県立松山北高等学校）の校長を務めた。
陸軍騎兵学校を参観に来たフランス軍人に「秋山好古の生涯の意味は、満州の野で世界最強の騎兵集団を破るというただ一点に尽きている」と賞され、日本騎兵の父とも呼ばれている。
連合艦隊先任参謀として日本海海戦の勝利に貢献した秋山真之は実弟。

## 年譜

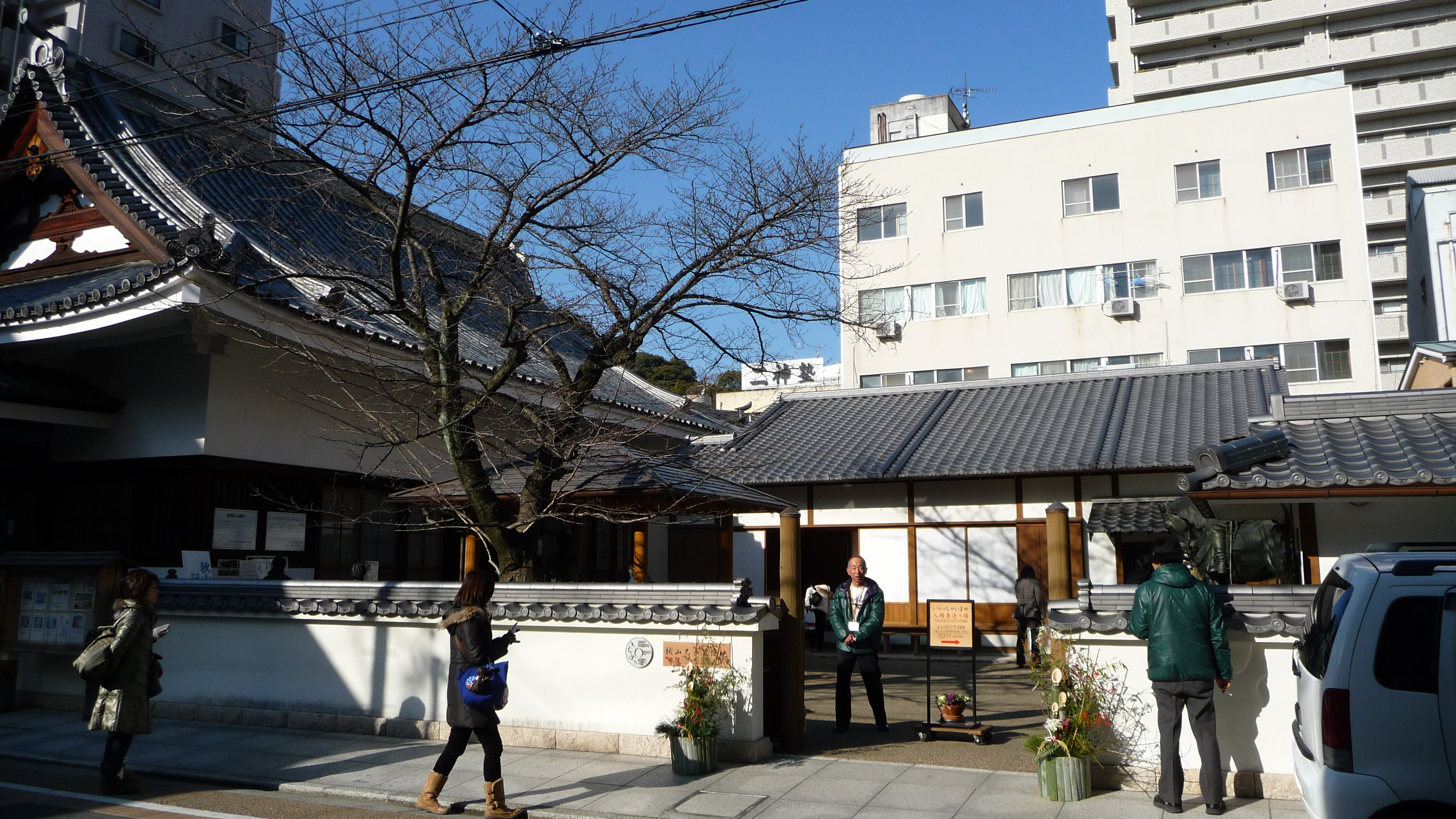
愛媛県松山市にある秋山好古、真之兄弟の生家（復元）

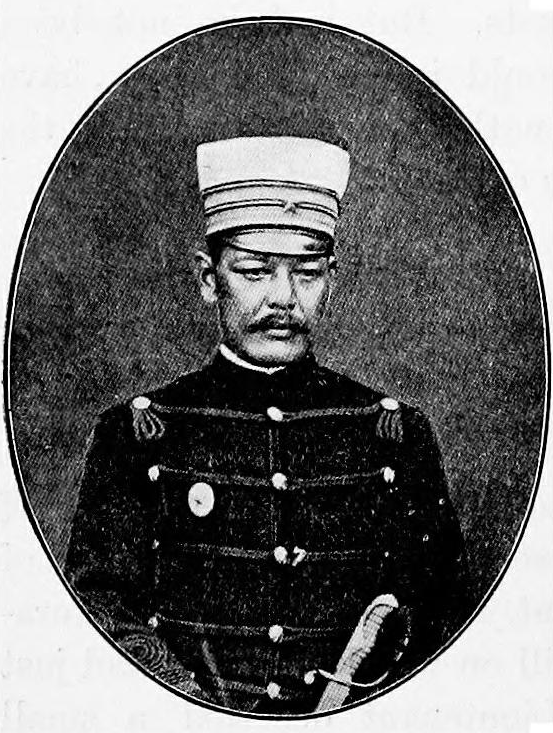
陸軍騎兵少佐時代の秋山

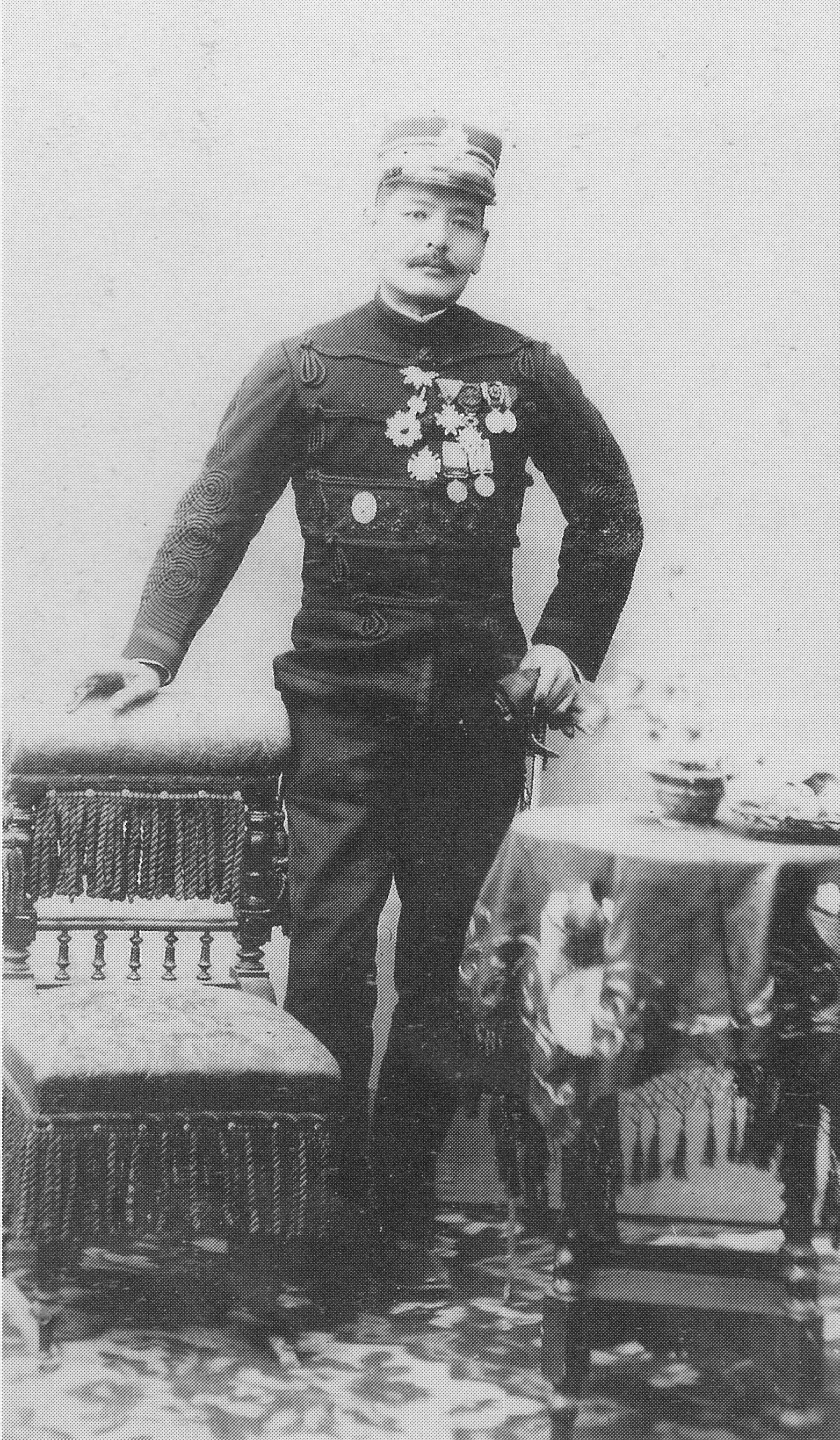
日露戦争前後の秋山

- 安政6年（1859年）1月7日（1859年2月9日）：伊予松山城下（現・愛媛県松山市歩行町）に松山藩士・秋山久敬、貞の三男として生まれる[4]。名前の由来は論語の一節「信而好古」より。秋山家は足軽よりも一階級上の位で家禄10石程の下級武士（徒士身分）だった。藩校・明教館（現在の愛媛県立松山東高等学校）に入学し、家計を支えつつ学ぶ。このころ、天保銭一枚（100文に相当[5]）にて、銭湯の水汲み、釜焚き、番台の管理をやっていた。
- 明治8年（1875年）：納金不要で月に8円の学費を支給される[3]、官立大阪師範学校に入学[2]。
- 明治9年（1876年）7月：官立大阪師範学校卒業[2]。第三大学区十八中学区堺県河内国第五十八番小学校（現在の寝屋川市立南小学校）を経て愛知県師範学校附属小学校（現在の愛知教育大学附属名古屋小学校）に勤務[6]。
- 明治10年（1877年）5月：教職を辞し[注 1]、陸軍士官学校（旧3期）入校。
- 明治12年（1879年）12月23日：陸軍士官学校卒業。任陸軍騎兵少尉。東京鎮台に配属される。
- 明治13年（1880年）
  - 2月28日：東京鎮台騎兵第1大隊付となる。
  - 3月22日：秋山家の家督相続（病床の長兄・則久の代替）。
  - 6月5日：正八位に叙位。
  - 7月2日：東京鎮台騎兵第1大隊小隊長に異動。
- 明治16年（1883年）
  - 2月28日：任陸軍騎兵中尉。
  - 3月16日：陸軍士官学校騎兵科教官に異動。
  - 4月7日：従七位に昇叙。
  - 4月9日：陸軍大学校（1期）入校。
- 明治18年（1885年）12月28日：陸軍大学校卒業。参謀本部勤務。
- 明治19年（1886年）
  - 4月12日：東京鎮台参謀に異動。
  - 6月2日：任陸軍騎兵大尉。
- 明治20年（1887年）7月25日：サン・シール陸軍士官学校に留学した久松定謨の補導役としてフランスへ渡り、騎兵戦術の習得に努める。
- 明治23年（1890年）12月19日：父・久敬が松山で死去。
- 明治24年（1891年）
  - 12月13日：帰国。
  - 12月26日：騎兵第1大隊中隊長に異動。
- 明治25年（1892年）
  - 4月27日：陸軍士官学校馬術教官に異動。
  - 11月1日：任陸軍騎兵少佐。
- 明治26年（1893年）
  - 1月11日：従六位に昇叙。
  - 4月2日：佐久間多美と婚姻。
  - 5月5日：騎兵第1大隊長に異動。
- 明治27年（1894年）：日清戦争に従軍。
- 明治28年（1895年）5月10日：任陸軍騎兵中佐。
- 明治29年（1896年）
  - 3月24日：正六位に昇叙[7]
  - 8月15日：陸軍乗馬学校長に異動。
- 明治30年（1897年）秋山好古
  - 10月11日：任陸軍騎兵大佐。
  - 10月30日：従五位に昇叙。

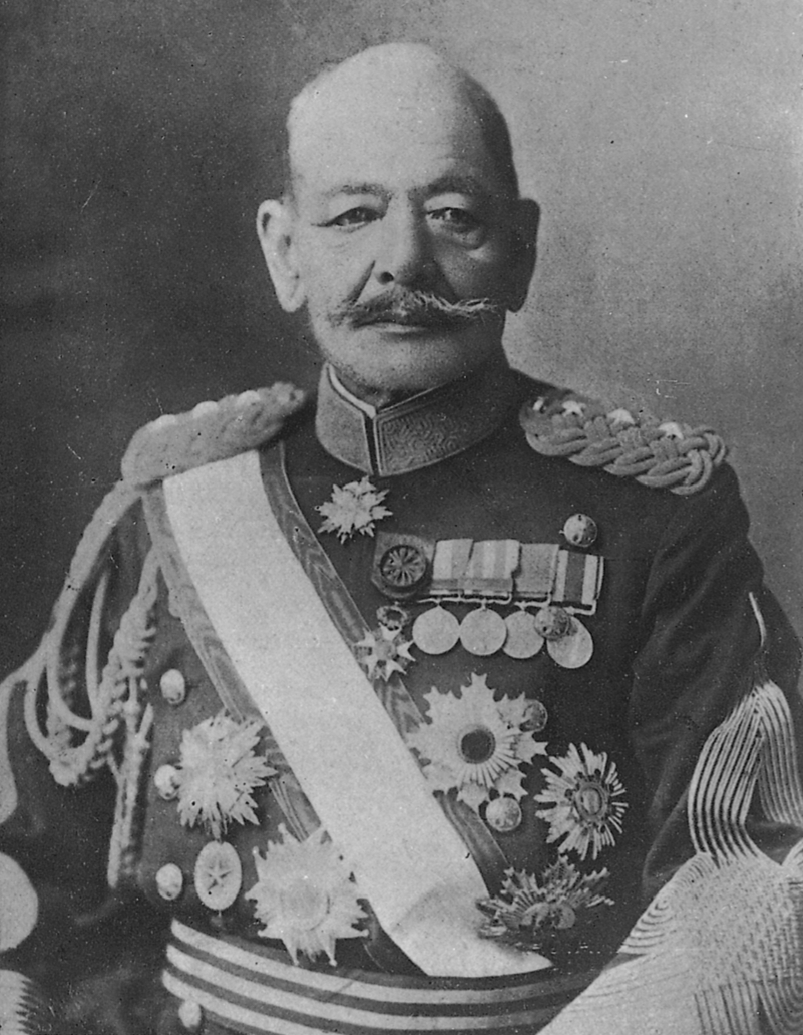
秋山好古

- 明治31年（1898年）10月1日：陸軍騎兵実施学校長に異動。
- 明治32年（1899年）10月28日：陸軍獣医学校長を兼務。
- 明治33年（1900年）7月17日：第5師団兵站監に異動。
- 明治34年（1901年）
  - 5月30日：軍司令官・山根武亮少将の清国駐屯軍参謀長に異動。
  - 7月4日：清国駐屯軍守備司令官に異動。
- 明治35年（1902年）
  - 6月21日：陸軍少将に昇任。
  - 10月20日：正五位に昇叙。
- 明治36年（1903年）4月2日：騎兵第1旅団に異動。
- 明治37年（1904年）：日露戦争において、騎兵第1旅団長[8]として出征し、第2軍に属して、沙河会戦、黒溝台会戦、奉天会戦などで騎兵戦術を駆使してロシア軍と戦う。また秋山支隊からロシア軍の後方攪乱のために派遣された永沼挺進隊の活躍は、小説『敵中横断三百里』によって有名となっている。その後、「日本騎兵の父」とも呼ばれた。

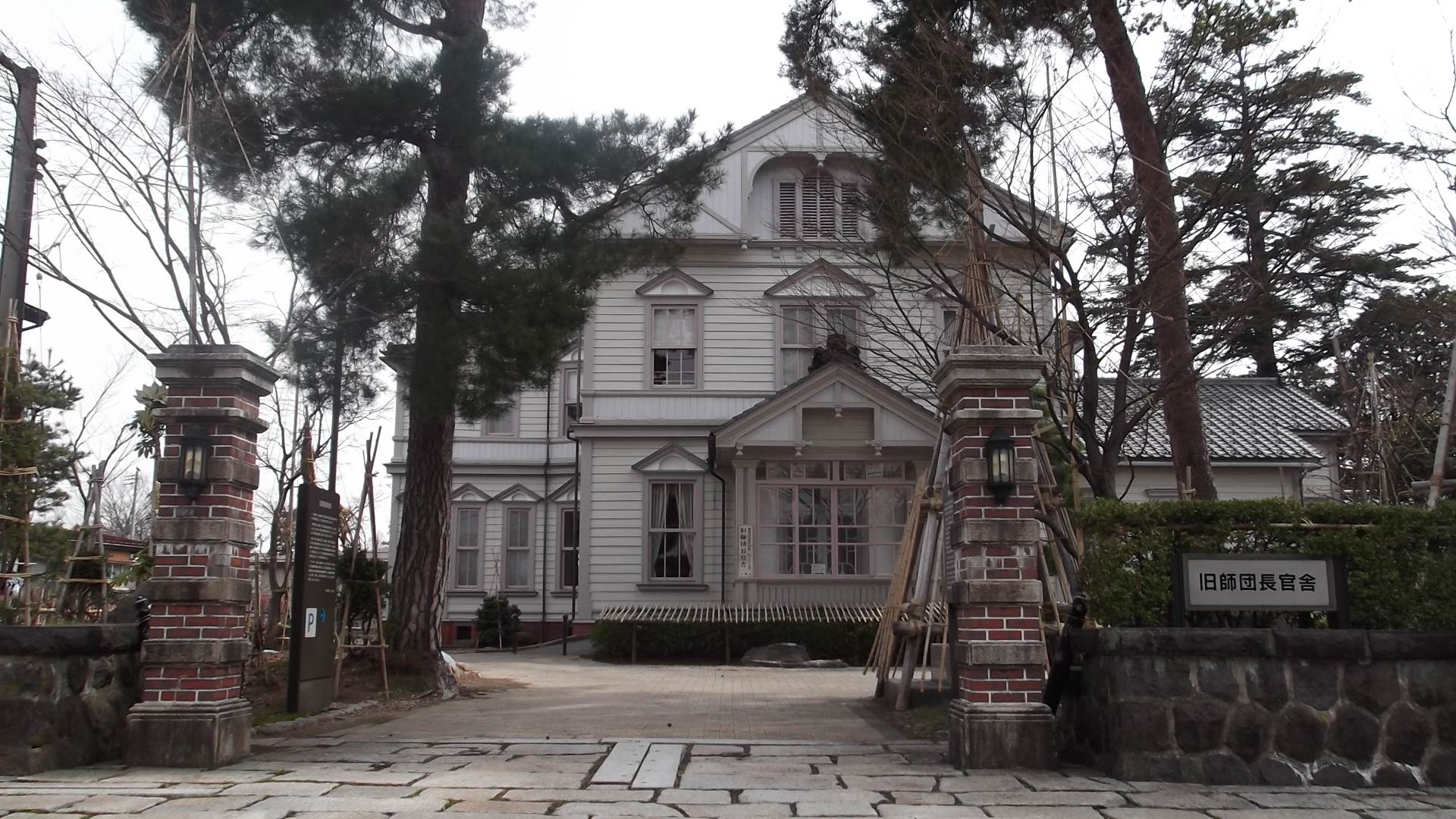
第13師団長官舎（新潟県上越市）

- 明治38年（1905年）6月19日：母・貞死去。
- 明治39年（1906年）
  - 2月6日：騎兵監
  - 4月：金鵄勲章功2級受章。
- 明治40年（1907年）11月11日：従四位に昇叙。
- 明治42年（1909年）8月1日：任陸軍中将。
- 大正元年（1912年）12月28日：正四位に昇叙。
- 大正2年（1913年）1月15日：第13師団長に異動。
- 大正4年（1915年）2月15日：近衛師団長に異動。秋山好古の墓(松山市営鷺谷墓地)
- 大正5年（1916年）
  - 1月31日：従三位に昇叙。
  - 8月18日：朝鮮駐剳軍司令官に異動。
  - 11月16日：任陸軍大将。

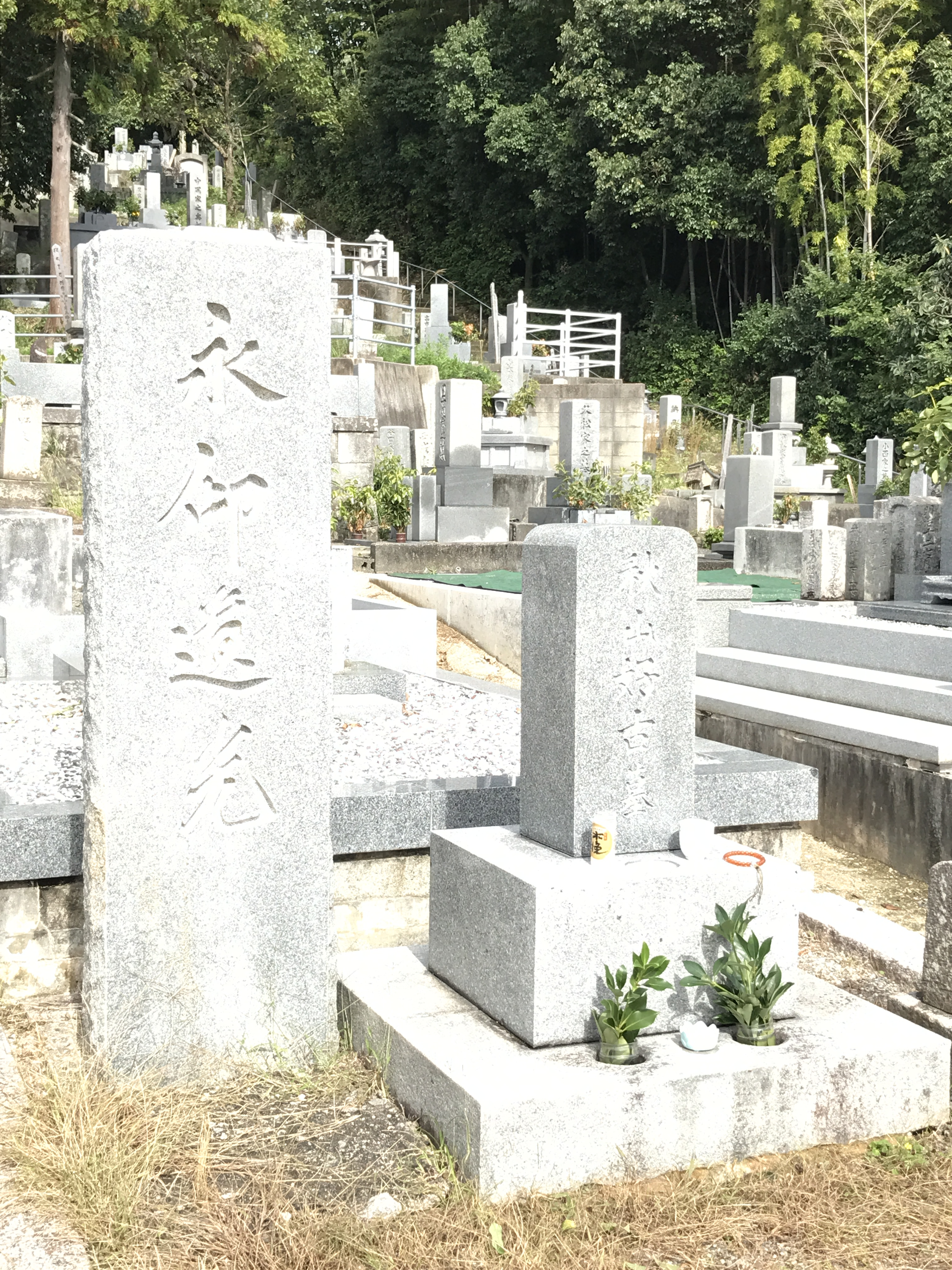
秋山好古の墓(松山市営鷺谷墓地)

- 大正6年（1917年）8月6日：軍事参議官に異動。
- 大正8年（1919年）
  - 3月10日：正三位に昇叙。
  - 5月12日：馬政委員会委員長に異動。
- 大正9年（1920年）12月28日：教育総監となり、陸軍三長官の内の一人となる。また、軍事参議官を併任。
- 大正12年（1923年）
  - 3月31日：予備役に編入[9]（元帥位叙任の話もあったが本人が固辞した）。
  - 4月30日：特旨をもって従二位に叙位。

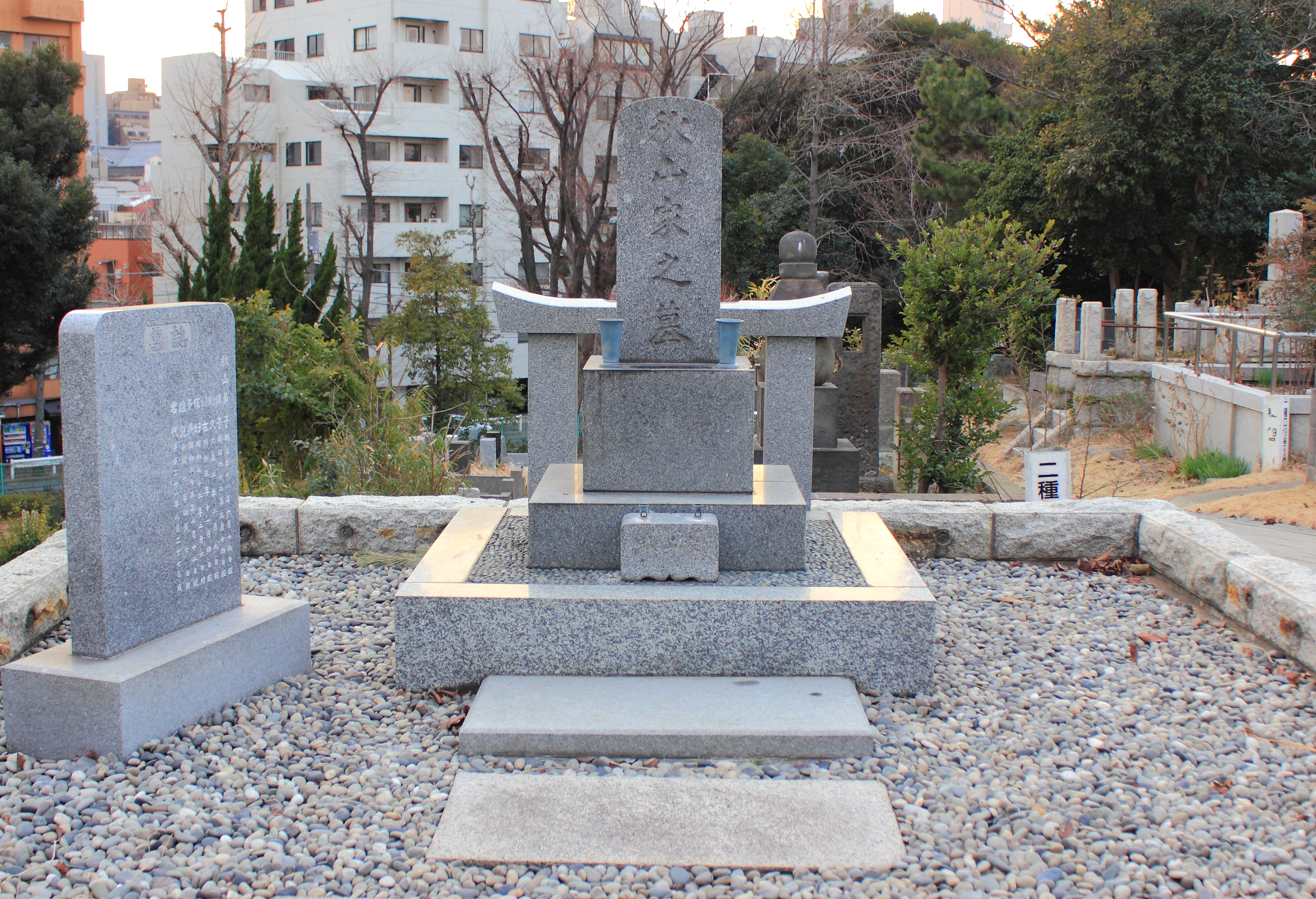
秋山好古の墓（青山霊園）

- 大正13年（1924年）4月：私立北予中学校（現在の愛媛県立松山北高等学校）校長就任。
- 大正15年（1926年）
  - 地元愛媛県教師、井上吉利らとともに、手嶋俊郎遺著『大陸ローマンス』を出版[10]。
  - 松山高校で起きた学校騒動の調停に一役買う[11]。
- 昭和5年（1930年）
  - 4月9日：老いに勝てなくなったことや、同郷の後進である白川義則陸軍大臣などの心配もあり、校長を辞任[12]。その後も学校理事として松山に住む。
  - 7月：帯広の牧畜事業を視察する為松山を発つも、東京で左足の痛みが酷くなり動けなくなる。糖尿病と壊疽の初期段階と診察される。
  - 11月1日：左足を切断する手術を行なったが、既に腐敗菌が左足以外の細胞にもまわり、手遅れとなる。
  - 11月4日：士官学校同期の本郷房太郎が見舞い、言葉を交わす。これが最後の好古と言葉とされる。午後7時10分、糖尿病による心筋梗塞により入院先の東京の陸軍軍医学校に於いて薨去。享年72（満71歳没）。
  - 11月10日：葬儀が青山斎場で執り行われる。日本赤十字社社長である徳川宗家16代当主公爵徳川家達が参列し、「本社は日本赤十字社東京支部特別社員陸軍大将従二位勲一等功二級秋山好古君の薨去を聞き哀悼の情に堪えずここに社員253万7千余人に代わり弔詞を贈る」と弔辞を述べた[13]。墓所は東京港区の青山霊園1-イ-19-2-1。なお、有志により松山市の鷺谷墓地にも分骨された。

## 人物像

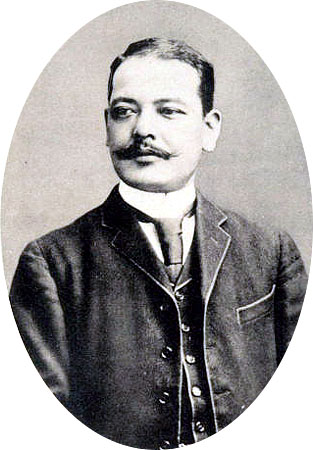
フランス留学中の秋山

- 風貌は特徴的な鼻から「鼻信」とあだ名され、長身で色白、大きな目であり、陸軍大学校時代には教官のメッケルからヨーロッパ人と間違えられたというエピソードがある。
- 青年期の頃から眉目秀麗と称賛され、故郷の松山や留学先のフランスでは女性にかなり人気があったという。しかし、彼自身は「男子に美醜は無用」との価値観を持っていたため、自分の容姿を決して鼻にかけることはなく、むしろ殊更に美醜を気にする考え方を嫌っていたといわれている。
- 士官学校教授だった小説家の内田百閒は「鈴木三重吉にそっくりの意地の悪そうな顔」とも記している。
- 酒を非常に好み、当時東京大学予備門を目指していた真之と暮らしていた時は、「秋山兄弟は茶碗一つで飯を食っている」と噂されるほど貧乏であったにもかかわらず、1日に5合は飲んでいたといわれている。また、戦場でも水筒の中に入れ持ち歩いていたが、それだけでは足りず、従兵が気を利かせて、従兵の水筒にも酒をつめていた。騎乗で身を乗り出し従兵の水筒の酒を飲み干すなどの曲芸まがいのことができ、部下たちを感嘆させた。酔って自分を見失ったり判断を誤ったりすることはなかったが、過度の酒好きにより晩年は重度の糖尿病を患った。
- 極度の風呂嫌いで、日露戦争中に入浴したのはたったの2回だけだったという。軍服も全く洗濯せずに着用し続けていたため、シラミが湧き、近くにいるだけでも異様な悪臭が漂うほどだった。部下や同僚が入浴し身体を清潔にするように何度となく勧めたが、「軍人たるもの戦場においてはいつ何時でも敵に対処出来る様にしなければならない（入浴している間に異変があった時、対処できない）」「風呂に入るためにこれ程遠い戦場まで来たのではない」と言って断っていた。

## 軍人としての秋山

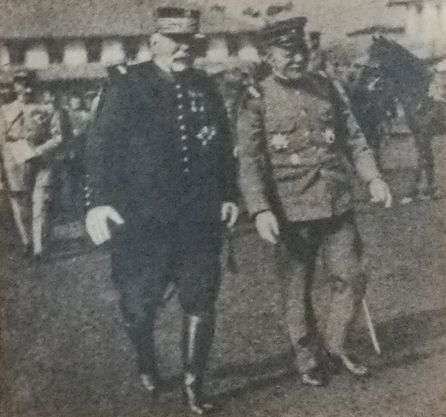
フランス特派使節ジョゼフ・ジョッフル（左）と談笑する秋山好古（1922年）

騎兵を選んだのは他の兵科より一年早く卒業でき、給金を受け取れるという理由だった。また、秋山は長身で手足も長く騎手として適性があった。
日清戦争後、陸軍乗馬学校長となり、自らのフランス留学の経験を活かして騎兵研究に没頭した。その結果、騎兵以外の兵科との連携が不可欠との結論に至り、日露戦争では騎兵部隊に歩兵、砲兵、工兵などを随伴させる戦闘集団（秋山支隊と呼ばれた）を編成した。この工夫によりナポレオンを破る等、世界最強とも言われたコサック騎兵を相手に好戦することができた。
さらに黒溝台合戦では奥保鞏大将率いる第2軍に属し、日本軍最左翼を守備していた。しかし、この部隊は40km余りの戦線に対し、わずか8,000人程度の人員しか配置されていなかった。このため、拠点に塹壕を掘り穴ぐらに馬ごと潜り、機関銃などの兵器で攻撃する拠点防御方式を採用した。
騎兵は機動力を活用して敵の弱点に対し打撃を与える兵種であり、この戦術はその機動力を捨てるものであった。しかし、防御体制を何とか構築し、ロシア第2軍を退却させることに成功した。

## 教育者としての秋山

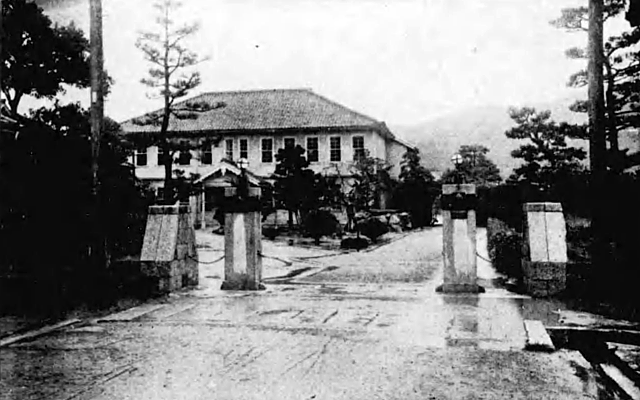
晩年の秋山好古が校長を務めた私立北予中学校（現・愛媛県立松山北高等学校）

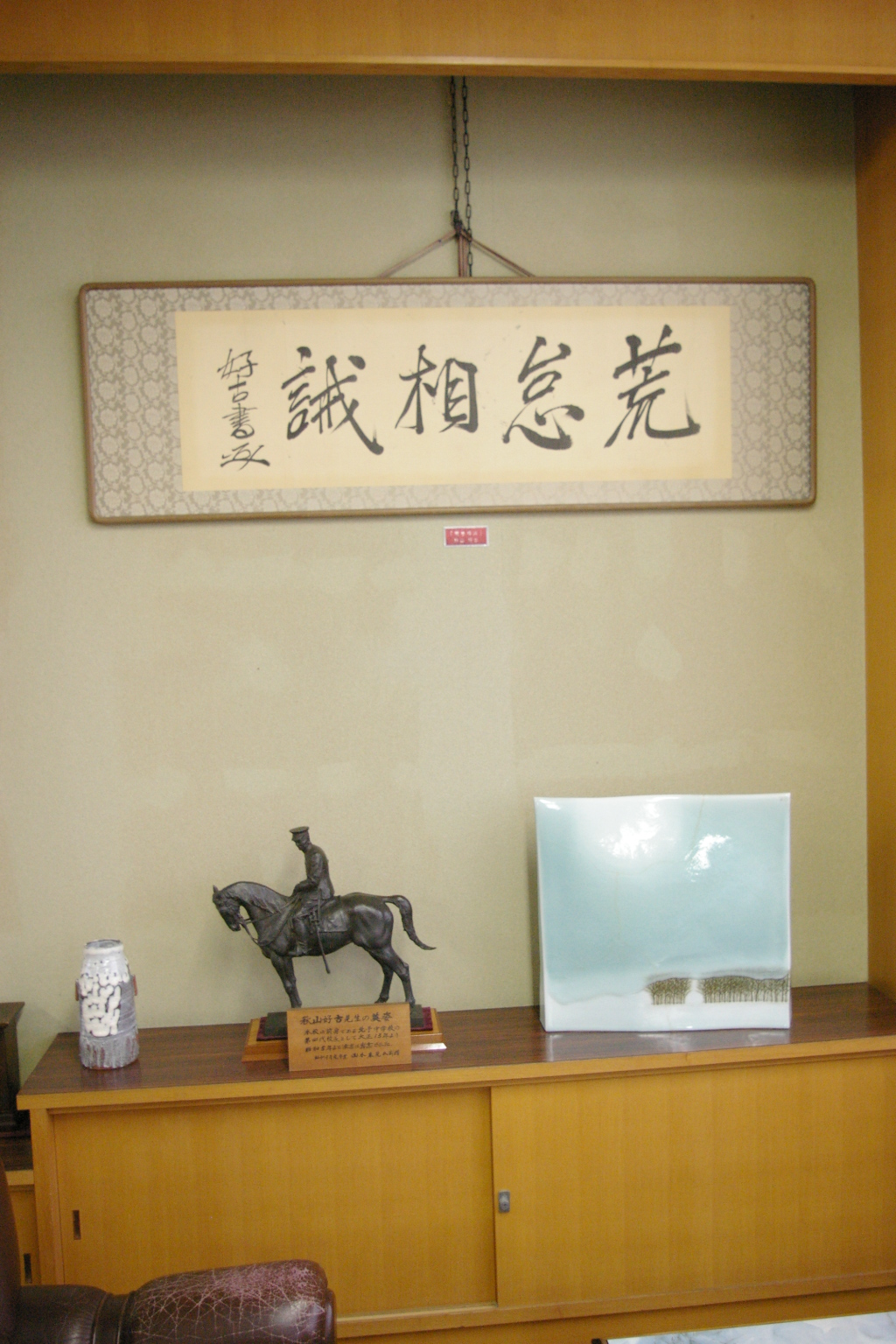
松山北高校の校長室には、秋山直筆の「荒怠相誡」の書と騎馬像が飾られている

秋山が21世紀の現在もなお、その輝きを失っていないのは教育者としてである。すなわち秋山の功労、秋山の実践当時は先駆的な内容であったものが、その後80年近くを経て普遍的な基本要素となり、2024年現在の日本の高等学校教育において広く一般化されており、2020年以降の新たな日本の中等教育にもますます重要な基本要素として継承されていく。
そもそも秋山は子供好きで、学校の教師になるのが夢であった。明治9年（1876年）7月に官立大阪師範学校を卒業後、第三大学区十八中学区堺県河内国第五十八番小学校（現在の寝屋川市立南小学校）に勤務したが、初期の官立師範学校卒業教員であることからすぐに抜擢され、愛知県師範学校附属小学校（現在の愛知教育大学附属名古屋小学校）勤務となり、日本の義務教育の開拓と普及の分野で将来を託望される人物となっている。（日本の官立師範学校は、まずは各府県に教員養成学校を作るための人材を育成する機関（指導的教員養成機関）として明治5年から7年にかけて各大学区に設置され、全国府県がその卒業生を指導的教員として招聘するものとされた。秋山は愛知県に招聘された。）しかし薄給のため、特に弟、真之の生活費と学費を将来的にも工面できないことから、夢を叶えた直後にあきらめ、職業軍人に転向せざるを得なかったいきさつがある。
清国駐屯軍司令官として好古が帰国の際に、天津の領事館で送別会が開かれた。その席上、居留民を代表して伊集院彦吉総領事が金時計を送るも、「せっかくのご厚意なので現金で頂きたい」と言ったので、金品に無頓着である好古の意外な発言に驚いたが、本人の意思ということで現金の贈呈を決めた。すると好古は「只今頂いた現金はそのまま日本居留民小学校に寄付しますので、その教育資金としてください」と言った。
陸軍でも、教育に携わり、陸軍騎兵実施学校長など後進に育成に貢献して、最終的に陸軍三長官の内の教育総監という地位についている。
すなわち秋山は2024年現在の学校区分で小・中学校の教員経験者であり、旧制中学校、2024年現在の学校区分で、高等学校への赴任は初めてであった。秋山の北予中学校校長就任はその前年に郷里の友人、井上要から「学校長不在になることになってしまい困っている。名前だけでもかしてはくれないか。」と請われたことからであるが、これに対して秋山は実際、｢俺は中学校のことは何も知らんが、他に人がいなければ校長の名前は出してもよい。日本人は少し地位を得て退職すれば遊んで恩給で食うことを考える。それはいかん。俺で役に立てばなんでも奉職する。｣と快諾、さらに井上要の、たまには学校に出てきて生徒たちと遊んでやってほしいの言に対し、ところで名前だけとはいかがなものか。中身がなければ（実際に学校に校長がいなければ）駄目であると単身、東京を離れて就任した。以降、辞任まで1日も欠勤せず、生家から登校したという。
秋山にとっての校長就任、校長職は元帥に勝る人生の最高位であった。校長に就任した秋山と植岡寛雄少将が語っていたとき、植岡が無遠慮に「閣下はよく禿げましたね。どうしてそんなに禿げたのですか。」と尋ねたところ、秋山は怒ることもなく「これか。俺が今の地位（校長職）を得るまでの苦労は並大抵のことではなかった。その間に俺は何千回、何万回となく頭を下げてきたから、とうとうこのように禿げてしまった。」と答えている。秋山は「男子にとって必要なことは、若いころに何をしようかということであり、老いては何をしたかということである」を信条とし、予備役陸軍大将、それも三長官まで上った者としては例のない格下人事となった北予中学校奉職は、実は秋山自身の人生の総括を意味する、すなわち後世に結果を遺す重要なことであった。
秋山の本質は穏やかな性格であり、軍人時代の部下、犠牲者の霊を生涯に渡って弔い続け、自らの功績を努めて隠した。中学校長就任後、生徒や親から「日露戦争の事を話して欲しい」「陸軍大将の軍服を見せて欲しい」などと頼まれても「そんな昔のことを訊いて何になるのか。と一蹴した。当時、秋山の写真を生徒に販売しようとする動きがあった際には断固として止めさせ、武勲を披露することは無かった。また、生徒が落ちついて学ぶことのできる環境を整えることに尽力している。
秋山は当時、先進的すぎて解らないの意味も含む「超教育家」とも評され、このことが秋山の軍人としての実績と相まって教育者としての秋山の先駆的業績の本質を20世紀の終わりまで埋もれさせることにもなった。当時、中学校の校長職はいわゆる名誉職であり、秋山のように正規に教員の資格を有し、教育現場での経験のある者が校長に就任し、毎日登校して直接に生徒に接することだけでも珍しく、加えて教育学的に研究した生徒教授まで実践というのは皆無に等しい状態であり、秋山は異例中の異例であったためである
秋山は社会的集団教育（普通学校教育）の目的を、21世紀の現在にも通じる「個人の確立（独立）による「国家の確立（独立）」「個人の生活安定による個人の確立」「個人の生活安定のための適正の見出しと育成」と考えており、実学、勤労を重視し、生徒個人の人格形成、そのための個性・適性を見出して育てることに徹し、その実践として毎日、早朝から校門に立ち、登校してくる生徒ひとりひとりに挨拶をする、よく生徒を誉め、誉めるのと同時に、字をきれいに書きなさいといったことなどを丁寧に指導する、いつも微笑みをたたえて生徒の様子を眺めている校長であった。そして生徒に「もう私は老いている。私が死んでしまった時には、私の屍を踏み越えて未来に進みなさい」との訓示をする校長であった。
一方、秋山は生徒、教職員の不祥事は全て校長の責任に帰するものとし、在任中に何度も引責辞職願を理事会に提出、都度、驚かれて慰留されている。当時の中学校では全国的に、生徒のみならず教員も、遅刻、無断欠勤は普通であり、秋山はこの学校側の計画性のなさに中等教育の諸問題の根本がある、学生が独立している（自我が完成されている）ことを前提とした高等教育と、独立途上にある（自我の形成途上である）生徒を相手にする中等教育は異なるものであるとし、遅刻・欠勤した教員の担当授業を自ら代行し、定刻開始、定刻終了、欠課なしとしてみせた。すなわちこれは2024年現在言われているところの生徒の学習権保証のひとつである。しかし秋山は当該教員を叱責、処分することはなく、一身に自らの責任として自らを処分したことから、北予中学校では教職員の勤務態度が大きく変わり、遅刻・無断欠勤をする者がおよそいなくなり、教員は自主的によく勉強し、各々が学習指導計画を立てて実行するようになった。この実践と成果は全国に新聞報道され、全国の中学校、女学校などの中等教育機関で、授業の定刻開始、定刻終了、欠課なしが実施されるようになり、併せて中等教育に携わる教員の自主性とその責任範囲について明確化させるものとなった。
そして最晩年の世界恐慌の際には、国際協調の観念を涵養する大切さを生徒たちに説き、デンマークはもとは貧しい国であったが、国民の農地改良によって豊かになった例を紹介し、日本も国民の勤労さえあれば必ず大丈夫であると説き続けたことなどである。
なお秋山のこれらの教育方針と実践は現在の愛媛県立松山北高等学校の校長室に秋山直筆の「荒怠相誡」（荒んだ心や怠け心を互いに戒め合う）としてなお掲げられ、同校校訓のひとつ「心」と一致し、2024年現在の同校教育方針である「自立・進取・敬愛を重んじ、豊かな人間性と社会性を養うとともに、個性や能力を生かす教育の充実を目指し、平和な国際社会に貢献できる国際感覚豊かな人間を育成する。」とも一致している。
秋山は書に長けており、揮毫を頼まれることが多かった。松山市の近辺には好古の揮毫した石碑等が多数置かれている。愛媛県伊予市の伊予港（郡中港）にある藤谷元郡中町長の胸像の碑文の原本は、秋山によって認められたものである。

## 逸話

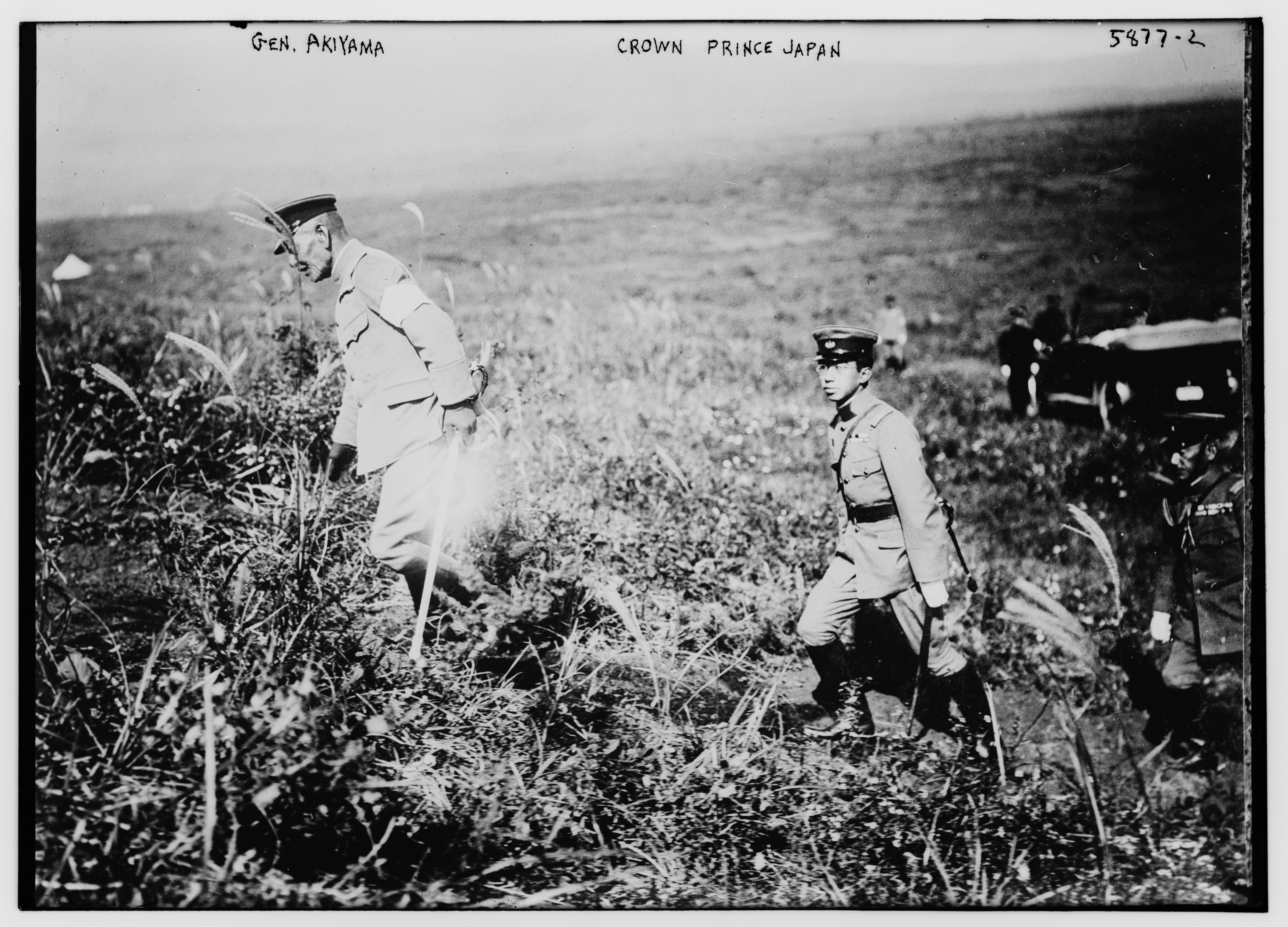
秋山と裕仁親王（1921年）

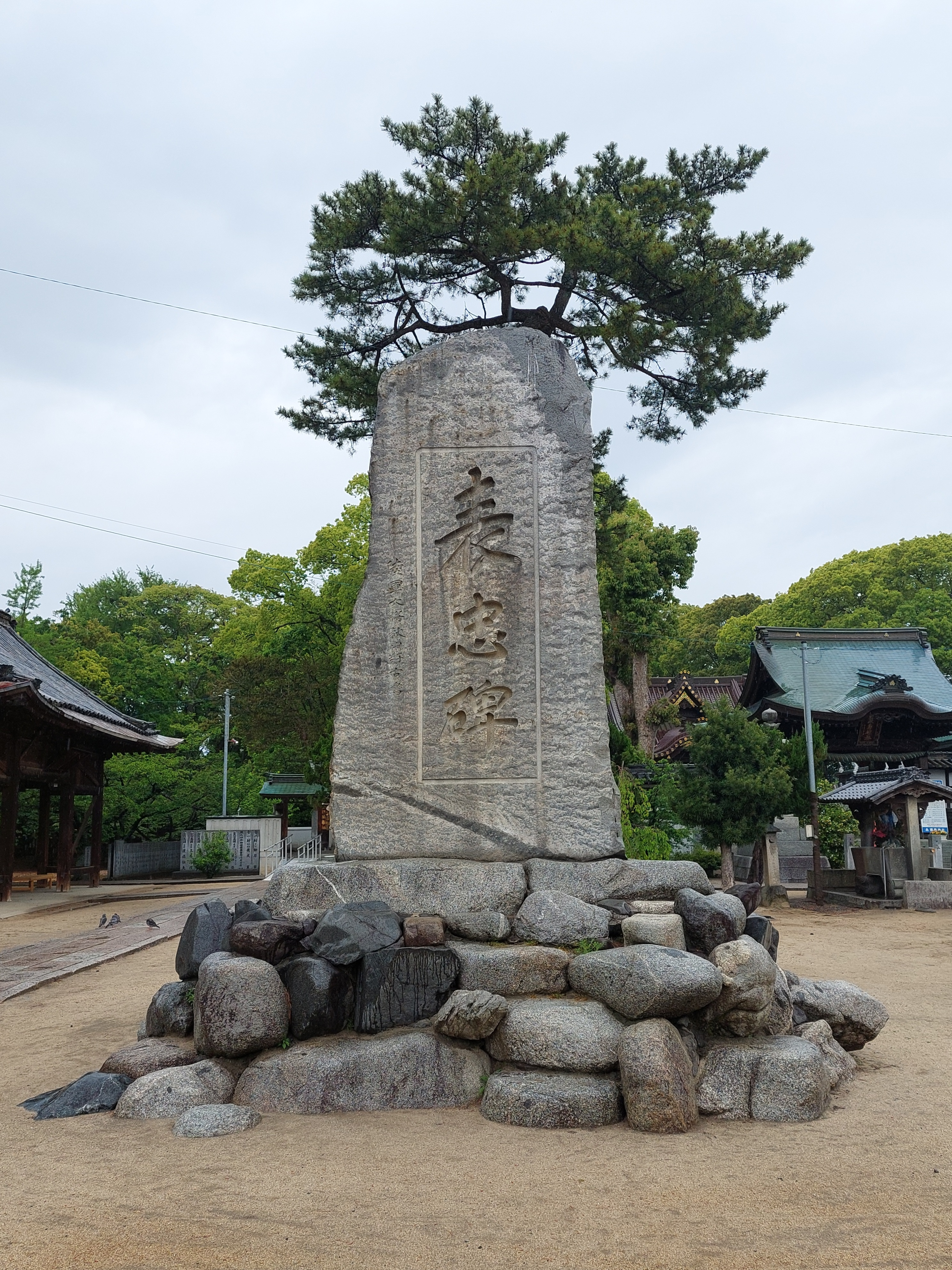
三津厳島神社の表忠碑

- 弟・真之が生まれた際、生活苦から寺へ出そうかと話がでたが、「お父さん、赤ん坊をお寺へやっちゃ厭ぞな。おっつけうちが勉強してな、お豆腐ほどのお金をこしらえてあげるがな」と両親へ懇願した[24]。
- フランス留学中、腸チフスに罹るが、医師の診察を受けずに自力で治癒した。しかし一時的に頭髪が全て抜け、禿げ頭になったという逸話がある（頭髪は後に復活）
- 非常に質素な生活を送り、贅沢を嫌った。食事の際のおかずは沢庵漬けのみ。真之が居候をしたときも食器は1つで使いまわす、足袋を履かせない、他の兄から貰った縮緬の帯を使わせない、千切れた下駄の鼻緒を直そうとしている真之を見て「暇があるなら裸足で行け」と叱責したなど、私生活においては簡素な行動を重んじたと伝えられる。
- 欲の無い人物として知られ、凱旋した際に給料や品の多くは部下に与えていたため、目録や明細書ばかりカバンに入っていた。
- 第2回万国平和会議に参加。各国委員会による演説が行われても鼾をかいて居眠りをしていた。一緒に参加していた都筑馨六から注意されると「演説の要領は分かりましたよ」と応えたという。
- フランスに騎兵留学中、当時の陸軍の最高位にあった山縣有朋にフランス軍内の高級軍人へのお使いを頼まれたことがあったが、使いの途中の電車内において酒を飲みすぎ、居眠りした揚句、置き引きにあっている。
- 陸軍大学校で、学生たちに騎兵の特徴（高い攻撃力と皆無に等しい防御力）を説明する際、素手で窓ガラスを粉砕。血まみれの拳を見せ、「騎兵とはこれだ」と示した。
- 福沢諭吉を尊敬し、自分の子供はみんな慶應義塾に入れた。
- 晩婚主義者で、36歳で結婚した時も「結婚が早すぎた」と漏らすほどであった。結婚に踏み切ったのは、女中による盗難事件を興して母に苦労をかけたことがきっかけであった。婚約者に選んだのは12歳年下の旧旗本の佐久間家三女の多美で、母親が一番気に入った女性であった。元々、上京して他の時に佐久間家に居候していた好古は、多美に「狆」とあだ名を付けるなど面識があった[25]。

## 系譜
秋山氏
遡れば河野氏に繋がる。江戸時代、代々松山藩士
```
宗清━信久━久良━久軏━軏久━久徴━久敬┳則久
　　　　　　　　　　　　　　　　　　　　┣正牟（岡家養子）
　　　　　　　　　　　　　　　　　　　　┣好古（長兄・則久より家督相続）
　　　　　　　　　　　　　　　　　　　　┣道一（西原家養子）
　　　　　　　　　　　　　　　　　　　　┗眞之（真之）

```

## 家族
- 妻:佐久間多美 - 70俵5人扶持[26]の旗本で、維新後は文部省職員となり東京外国語学校の書記を務め[27]、語学塾の訓蒙学舎[28]を設立した佐久間雄四郎正節[29]の長女。母貞が気に入る女性ということで選んだとおり、嫁姑仲が実の親子のように良好であった。
- 子（多美との間に二男五女）
  - 長男・信好
  - 長女・ヨシ 塚原嘉一郞夫人
  - 次女・ケン子 土居利三郞夫人
  - 三女・勝子 足立壮夫人
  - 四女・治子 米田富士雄夫人
  - 五女・保子・夭折
  - 二男・次郞

## 栄典
位階
- 1880年（明治13年）6月5日 - 正八位[30]
- 1883年（明治16年）4月9日 - 従七位[30]
- 1886年（明治19年）11月27日 - 正七位[30][31]
- 1893年（明治26年）1月10日 - 従六位[30][32]
- 1896年（明治29年）3月24日 - 正六位[30][33]
- 1897年（明治30年）10月30日 - 従五位[30][34]
- 1902年（明治35年）10月20日 - 正五位[30][35]
- 1907年（明治40年）11月11日 - 従四位[30][36]
- 1912年（大正元年）12月28日 - 正四位[30][37]
- 1916年（大正5年）1月31日 - 従三位[30][38]
- 1919年（大正8年）3月10日 - 正三位[30][39]
- 1923年（大正12年）4月30日 - 従二位[40]

勲章等
- 1895年（明治28年）
  - 5月23日 - 勲六等瑞宝章[41]
  - 9月20日 - 単光旭日章・功四級金鵄勲章[42]
  - 11月18日 - 明治二十七八年従軍記章[43]
- 1900年（明治33年）5月31日 - 勲五等瑞宝章[44]
- 1901年（明治34年）10月1日 - 勲三等旭日中綬章・功三級金鵄勲章[45]
- 1902年（明治35年）5月10日 - 明治三十三年従軍記章[46]
- 1905年（明治38年）11月30日 - 勲二等瑞宝章[47]
- 1906年（明治39年）4月1日 - 功二級金鵄勲章・旭日重光章・明治三十七八年従軍記章[48]
- 1913年（大正2年）11月28日 - 勲一等瑞宝章[49]
- 1915年（大正4年）11月10日 - 大礼記念章（大正）[50]
- 1918年（大正7年）11月29日 - 旭日大綬章[51]
- 1920年（大正9年）11月1日 - 金杯一組・大正三年乃至九年戦役従軍記章[52]
- 1930年（昭和15年）11月4日（没時叙勲） - 旭日桐花大綬章[53]
- 明治三十三年従軍記章

外国勲章佩用允許
- 聖マウリッツィオ・ラザロ勲章コンメンダトーレ
- 2等赤鷲勲章（en）
- 1等文虎勲章
- レジオンドヌール勲章グラントフィシエ
- 2等聖スタニスラウス勲章（en）
- 2等聖アンナ勲章（en）

## 子孫
好古の曾孫である秋山純一は陸上自衛隊の三等陸佐であり、第7師団第72戦車連隊第1中隊長を経て、現在防衛大学校勤務である（2012年7月26日現在）。

## 著作
- 『本邦騎兵用兵論』

## 登場作品
- 司馬遼太郎 『坂の上の雲』（文春文庫） 主人公の一人
- 江川達也 『日露戦争物語』（小学館ビッグコミックス）
- 野村敏雄『秋山好古』（PHP文庫）

## 秋山好古を演じた俳優
- 阿部寛 - NHKスペシャルドラマ『坂の上の雲』